# Radio Friendly Unit Shifter
«Radio Friendly Unit Shifter» (с англ. — «Альбом, звучащий на всех радиостанциях») — песня американской гранж-группы Nirvana, впервые выпущенная на третьем и последнем студийном альбоме коллектива «In Utero» под 10-м номером 13 сентября 1993 года. Также композиция была выпущена в рамках концертного видео-альбома в сентябре 2013 года.

## История
Известно, что «Radio Friendly Unit Shifter» был написан уже к началу 1991 года. После успеха Nevermind группа усовершенствовала песню, и текст был изменён на версию, которая появится в In Utero, к середине 1992 года, когда они записали черновую версию в студии Word of Mouth в Сиэтле с продюсером Джеком Эндино. Конечная версия песни была записана в феврале 1993 года с продюсером Стивом Альбини в Миннесоте в студии звукозаписи Альбини.
Чарльз Р. Кросс, биограф Кобейна, вспоминает об этой песне в своей книге «Тяжелее небес»:
«До входа в студию у Курта был список из восемнадцати песен, которые он рассматривал; двенадцать из списка в конечном итоге окажутся на готовом альбоме, но их названия значительно изменились. Песня, которая в конце концов получила название «Radio Friendly Unit Shifter», начала свою жизнь как «Nine Month Media Blackout», не слишком завуалированный ответ Курта на произведение Vanity Fair. «All Apologies» изначально называлась «La, La, La… La».
Первое концертное исполнение композиции состоялось задолго до выхода In Utero 25 ноября 1990 года в Сиэтле. После выхода третьего альбома группы данная песня исполнялась абсолютно на каждом концерте Nirvana, причём всегда как первый трек, открывающий шоу. Последнее исполнение композиции состоялось 1 марта 1994 года на последнем концерте коллектива в Мюнхене, Германия за месяц и несколько дней до смерти Курта Кобейна.

## Музыка и лирика
«Radio Friendly Unit Shifter» представляет собой альтернативную нойз-рок-песню с ритмом 4/4, темпом 150 и длительностью в 4 минуты 51 секунду, что делает её самой продолжительной песней альбома после скрытого трека «Gallons of Rubbing Alcohol Flow through the Strip». Композиция базируется на последовательности квинтаккордов G#5 — B5 — F#5 — A#5 — F5 и B5 — D#5 — G#5 — F#5. Её можно охарактеризовать как шумную, с множеством случайных звуков, издаваемых гитарами, всё по классике нойз-рока.
Курт Кобейн окрестил эту композицию одноразовой; куча случайных стихов, соединённых вместе. Согласно статье в Goldmine, рабочее название песни было «Four Month Media Blackout» (рус. Четырехмесячное затмение средств массовой информации), и в ней упоминалось влияние «Smells LIke Teen Spirit» на чарты, медиа и музыкальную индустрию в конце 91-го и начале 92-го, когда и случился прорыв Nirvana в массовую индустрию.

## Отзывы и рейтинги
В 2015 году журнал Rolling Stone опубликовал рейтинг «102 лучших песен Nirvana», в котором «Radio Friendly Unit Shifter» заняла 40-е место, обогнав «Tourette's», «Milk it» и «Very Ape» с того же альбома.